# Paulhan, Hérault
Paulhan är en kommun i departementet Hérault i regionen Occitanien i södra Frankrike. Kommunen ligger i kantonen Clermont-l'Hérault som tillhör arrondissementet Lodève. År 2022 hade Paulhan 4 022 invånare.

## Befolkningsutveckling
Antalet invånare i kommunen Paulhan
Referens:INSEE